# Al Horford
Alfred Joel Horford Reynoso, detto Al (San Felipe de Puerto Plata, 3 giugno 1986), è un cestista dominicano, attualmente professionista  nella NBA.

## Biografia
È figlio di Tito Horford, ex giocatore nella NBA e in Europa, oltre che fratello di Jon Horford.
Nel 2011 si è sposato con Amelia Vega.

## Caratteristiche tecniche
Può giocare sia da centro che da ala grande, è abile come passatore, a tirare da 3 punti e a giocare in pick and roll e pick and pop. È anche un ottimo difensore.

## Carriera

### College
Dal 2005 ha frequentato la University of Florida, nella quale ha partecipato ai massimi livelli del campionato collegiale NCAA coprendo il ruolo di lungo titolare dei Florida Gators. Il suo contributo, insieme a quello di giocatori come Taurean Green, Corey Brewer e Joakim Noah, è valso ai Gators la vittoria di due titoli NCAA consecutivi, nel 2006 e nel 2007. Nell'estate 2007 Horford, insieme ai tre compagni di college, si è dichiarato eleggibile per il Draft NBA.

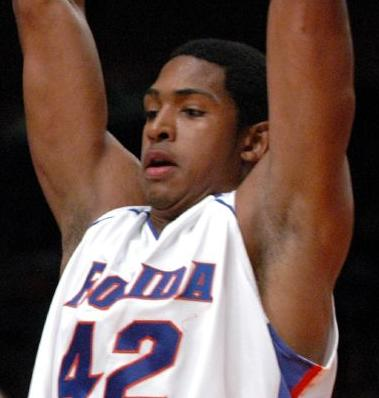
Horford con i Florida Gators ai tempi del college

### NBA (2007-)

#### Atlanta Hawks (2007-2016)
Al draft Horford viene chiamato con la 3ª scelta assoluta (dopo Greg Oden e Kevin Durant) dagli Atlanta Hawks, una squadra giovane che gli affida subito il ruolo di centro titolare. Il suo anno da rookie è un successo: Al Horford sfiora la doppia-doppia di media stagionale (10,1 punti e 9,7 rimbalzi a partita per lui nella stagione 2007-08) e, con l'attesissimo Greg Oden infortunato tutto l'anno, si impone come principale rivale di Kevin Durant per la vittoria del NBA Rookie of the Year Award. Ai play-off, contro i Boston Celtics, il suo rendimento migliora ulteriormente aiutando gli Hawks a trascinare i futuri campioni NBA fino alla 7ª gara della serie (persa 4-3). Durante la sua prima stagione viene eletto Rookie of the Month nei mesi di novembre, febbraio, marzo e aprile. La sua grande stagione da matricola gli consente di entrare con scelta unanime nell'All-Rookie First Team. Le prestazioni di Horford contribuiscono a portare gli Hawks all'8º posto in Eastern Conference.

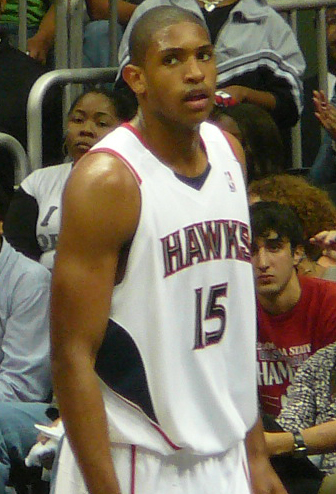
Horford nel 2008 agli Hawks

Horford cerca di migliorarsi nel suo secondo anno. Il 16 febbraio 2008 gioca il Rookie Challenge, segnando 19 punti e 7 rimbalzi, e le matricole vennero sconfitte dai giocatori al secondo anno. Migliora le sue prestazioni al secondo anno, con una media di 11,5 punti, 9,3 rimbalzi, 2,4 assist e 1,4 stoppate. Gli Hawks si sono migliorati, chiudendo al 4º posto in Eastern Conference e sconfiggendo per 4-3 i Miami Heat, prima di essere distrutti dai Cleveland Cavaliers.
Alla sua terza stagione nella NBA gli Hawks hanno migliorato la squadra con l'acquisizione della guardia Jamal Crawford. Horford si migliora ulteriormente con una media di 14,2 punti, 9,9 rimbalzi, 1,1 stoppate e 2,4 assist. Viene inoltre convocato per l'All-Star Game, segnando 8 punti e 4 rimbalzi. Gli Hawks si qualificano ancora una volta per i play-off, questa volta con la 3ª posizione, venendo però eliminati al secondo turno dagli Orlando Magic di Dwight Howard.
Si migliora ancora una volta nella sua quarta stagione NBA, con 15,3 punti, 9,3 rimbalzi, 3,5 assist e 1,0 stoppate. Horford viene convocato per l'All-Star Game come riserva e viene inserito nell'All-NBA Third Team.

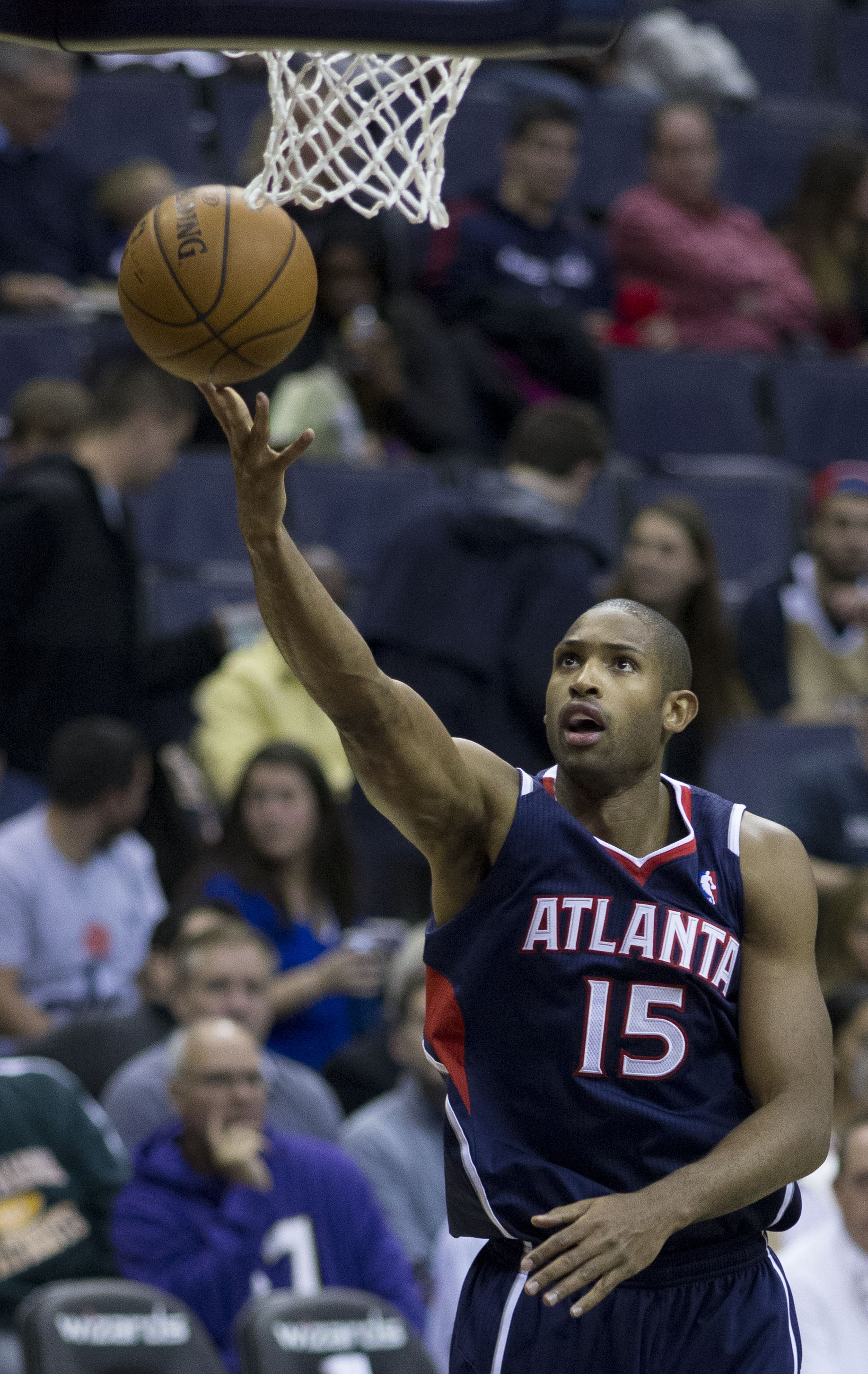
Horford ad Atlanta nel novembre 2013

L'11 gennaio 2012 subisce un infortunio alla spalla sinistra che sembrava lieve. Tuttavia degli esami hanno rivelato che si era strappato il muscolo pettorale. È mancato per tutto il resto della stagione, tornando durante il primo turno dei play-off in gara-4 contro i Boston Celtics.
Il 26 dicembre 2013 ha subito un infortunio simile, procurandosi uno strappo completo del muscolo pettorale sinistro. Si è quindi sottoposto ad un intervento che lo ha costretto a chiudere la stagione.
Il 13 gennaio 2015 ha realizzato la sua prima tripla doppia in carriera, mettendo a referto 21 punti, 10 rimbalzi e 10 assist contro i Philadelphia 76ers. Il successivo 29 gennaio ha ricevuto la sua terza convocazione all'All-Star Game come riserva nella squadra della Eastern Conference.
L'11 novembre 2015 ha segnato 26 punti, con un recordo di quattro triple realizzate contro i New Orleans Pelicans. Il 4 dicembre, con i 16 punti segnati contro i Los Angeles Lakers, ha realizzato un nuovo record personale di 22 partite in doppia cifra. La striscia si è fermata a 23 il 10 dicembre con i 9 punti segnati con gli Oklahoma City Thunder. Il 9 febbraio 2016 ha disputato la sua miglior partita stagionale, realizzando 33 punti, 10 rimbalzi, 6 assist e 4 stoppate contro i Chicago Bulls. Il 28 febbraio ha realizzato la 200ª doppia doppia con 13 punti e 16 rimbalzi contro gli Charlotte Hornets.

#### Boston Celtics (2016-2019)

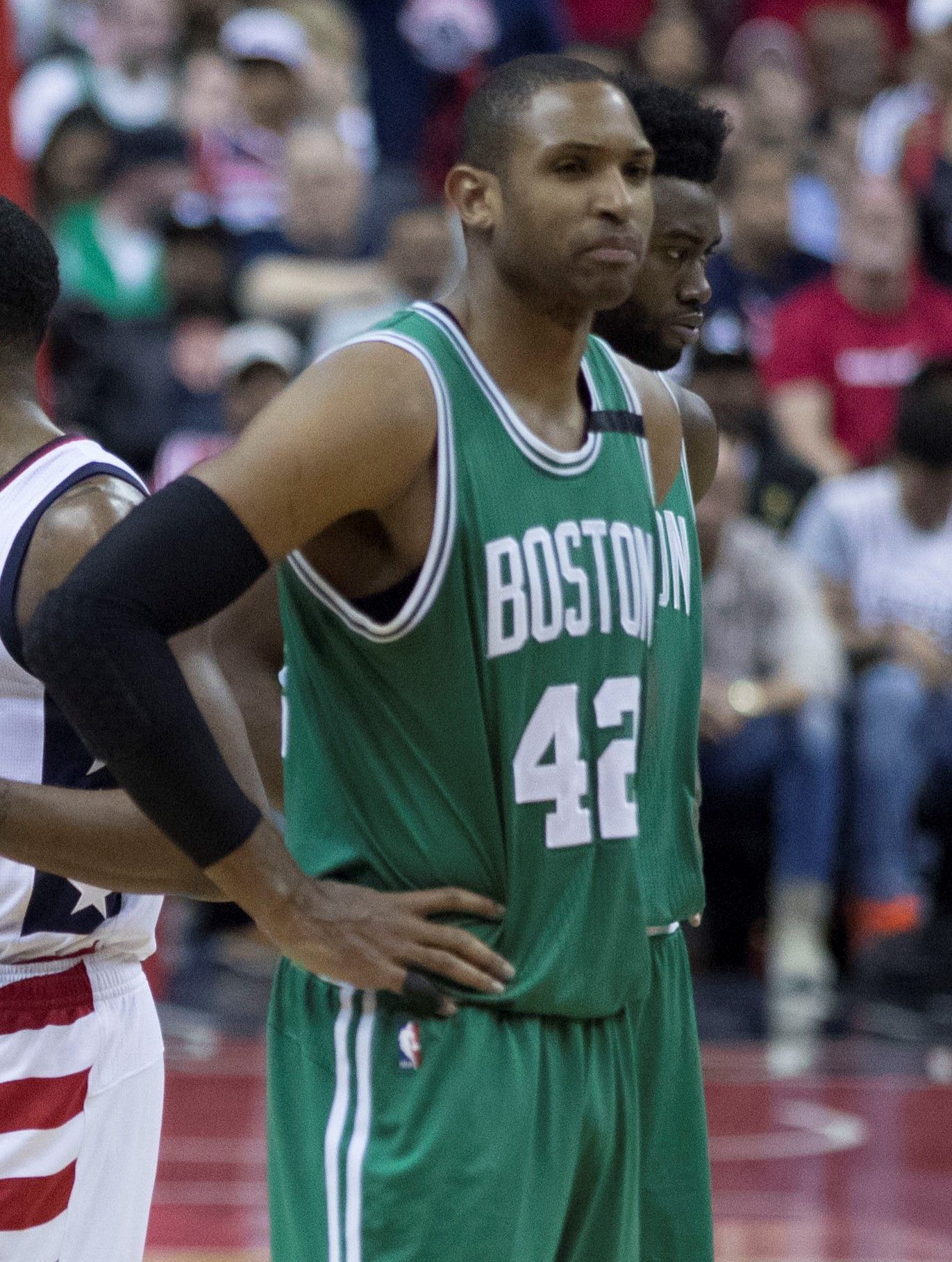
Horford alla sua prima avventura con i Boston Celtics

Il 4 luglio 2016 firma un contratto quadriennale da 113 milioni di dollari con i Boston Celtics, lasciando gli Hawks dopo nove anni. Dopo avere giocato le prime 3 gare della stagione coi verdi, alla terza subisce un infortunio che lo costringe a stare fuori per 9 gare. Torna in campo il 19 novembre contro i Detroit Pistons risultando decisivo per la vittoria per 94-92 della squadra con 18 punti e 11 rimbalzi. A fine anno, grazie anche alla sua media di 14 punti, 6,8 rimbalzi e 5 assist la squadra raggiunge i playoffs da prima, venendo però eliminata alle finali di conference dai Cleveland Cavaliers in 5 gare, vincendo la terza.
L'anno successivo la squadra raggiunge nuovamente i playoffs, dove però si ritrova priva dei nuovi arrivi Gordon Hayward e Kyrie Irving, entrambi infortunati (il primo durante la stagione, il secondo nel corso della post-season); questo fa sì che Horford si riveli decisivo sia nella serie contro Milwaukee al primo turno, che soprattutto in quella contro Philadelphia in semifinale, dove oltre ad avere segnato e raccolto rimbalzi, si è rivelato decisivo a livello difensivo contro la stella degli avversari Joel Embiid. Tuttavia in finale di conference i Celtics vengono nuovamente eliminati da Cleveland, seppur in 7 gare.

#### Philadelphia 76ers (2019-2020)

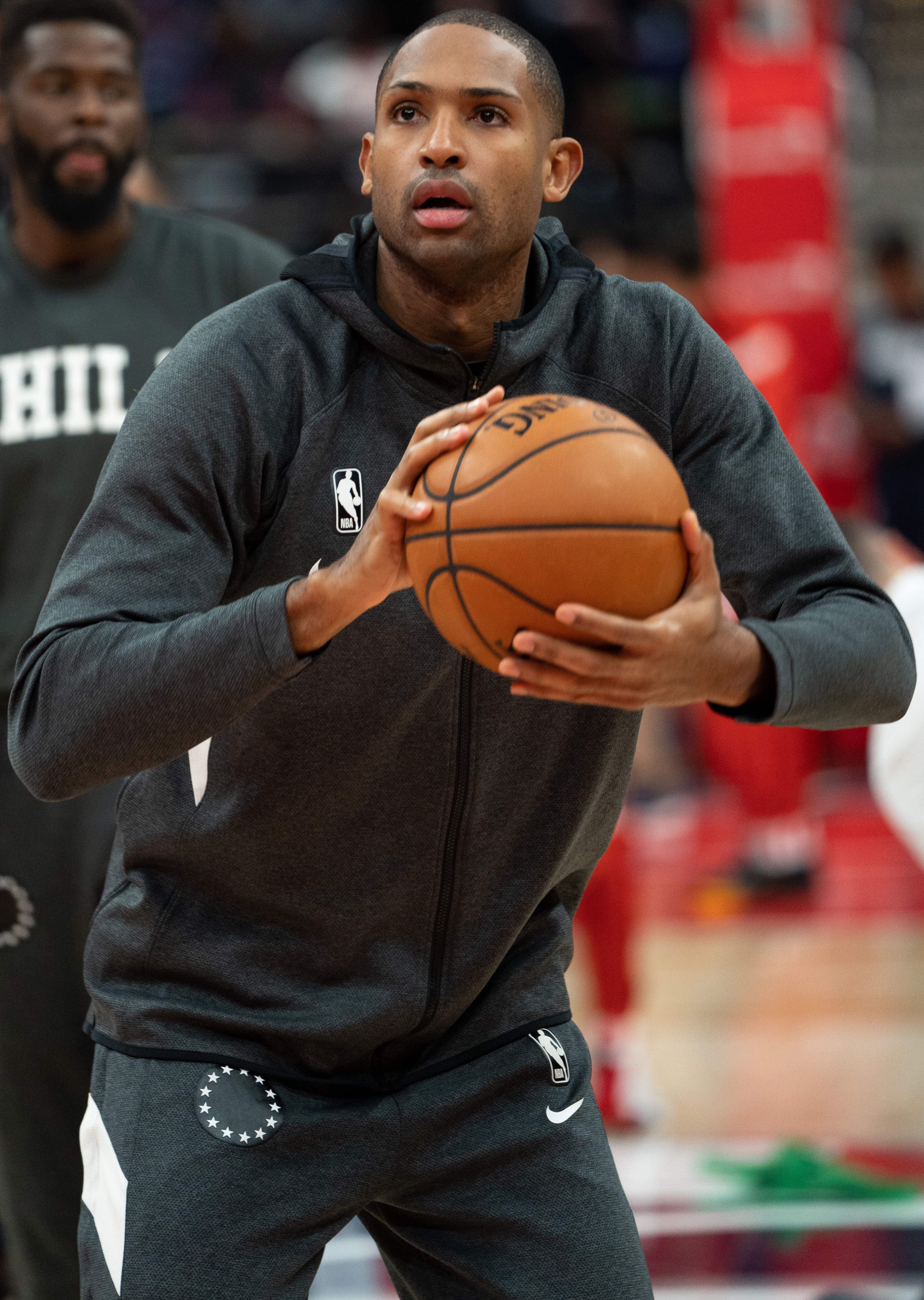
Horford ai Philadelphia 76ers nel 2019

Divenuto free agent, il 10 luglio 2019 firma un quadriennale da 97 milioni di dollari con i Philadelphia 76ers.

## Statistiche
| † | Denota le stagioni in cui ha vinto il titolo |

### NCAA
| Anno       | Squadra        | PG  | PT  | MP   | TC%  | 3P% | TL%  | RP  | AP  | PRP | SP  | PP   |
| ---------- | -------------- | --- | --- | ---- | ---- | --- | ---- | --- | --- | --- | --- | ---- |
| 2004-2005  | Florida Gators | 32  | 25  | 22,8 | 48,0 | -   | 58,2 | 6,5 | 0,9 | 0,8 | 1,6 | 5,6  |
| 2005-2006† | Florida Gators | 39  | 39  | 25,9 | 60,8 | 0,0 | 61,1 | 7,6 | 2,0 | 1,0 | 1,7 | 11,3 |
| 2006-2007† | Florida Gators | 38  | 36  | 27,8 | 60,8 | 0,0 | 64,4 | 9,5 | 2,2 | 0,7 | 1,8 | 13,2 |
| Carriera   | Carriera       | 109 | 100 | 25,7 | 58,6 | 0,0 | 61,9 | 7,9 | 1,7 | 0,9 | 1,7 | 10,3 |

#### Massimi in carriera
- Massimo di punti: 22 vs Tennessee (3 febbraio 2007)[16]
- Massimo di rimbalzi: 18 vs Alabama (5 febbraio 2005)
- Massimo di assist: 7 vs Albany (10 novembre 2005)
- Massimo di palle rubate: 4 (2 volte)
- Massimo di stoppate: 7 vs Mississippi (16 febbraio 2005)
- Massimo di minuti giocati: 36 (3 volte)

### NBA

#### Regular Season
| Anno       | Squadra            | PG    | PT    | MP   | TC%  | 3P%  | TL%  | RP   | AP  | PRP | SP  | PP   |
| ---------- | ------------------ | ----- | ----- | ---- | ---- | ---- | ---- | ---- | --- | --- | --- | ---- |
| 2007-2008  | Atlanta Hawks      | 81    | 77    | 31,4 | 49,9 | 0,0  | 73,1 | 9,7  | 1,5 | 0,7 | 0,9 | 10,1 |
| 2008-2009  | Atlanta Hawks      | 67    | 67    | 33,5 | 52,5 | 0,0  | 72,7 | 9,3  | 2,4 | 0,8 | 1,4 | 11,5 |
| 2009-2010  | Atlanta Hawks      | 81    | 81    | 35,1 | 55,1 | 100  | 78,9 | 9,9  | 2,3 | 0,7 | 1,1 | 14,2 |
| 2010-2011  | Atlanta Hawks      | 77    | 77    | 35,1 | 55,7 | 50,0 | 79,8 | 9,3  | 3,5 | 0,8 | 1,0 | 15,3 |
| 2011-2012  | Atlanta Hawks      | 11    | 11    | 31,6 | 55,3 | 0,0  | 73,3 | 7,0  | 2,2 | 0,9 | 1,3 | 12,4 |
| 2012-2013  | Atlanta Hawks      | 74    | 74    | 37,2 | 54,3 | 50,0 | 64,4 | 10,2 | 3,2 | 1,1 | 1,1 | 17,4 |
| 2013-2014  | Atlanta Hawks      | 29    | 29    | 33,1 | 56,7 | 36,4 | 68,2 | 8,4  | 2,6 | 0,9 | 1,5 | 18,6 |
| 2014-2015  | Atlanta Hawks      | 76    | 76    | 30,5 | 53,8 | 30,6 | 75,9 | 7,2  | 3,2 | 0,9 | 1,3 | 15,2 |
| 2015-2016  | Atlanta Hawks      | 82    | 82    | 32,1 | 50,5 | 34,4 | 79,8 | 7,3  | 3,2 | 0,8 | 1,5 | 15,2 |
| 2016-2017  | Boston Celtics     | 68    | 68    | 32,3 | 47,3 | 35,5 | 80,0 | 6,8  | 5,0 | 0,8 | 1,3 | 14,0 |
| 2017-2018  | Boston Celtics     | 72    | 72    | 31,6 | 48,9 | 42,9 | 78,3 | 7,4  | 4,7 | 0,6 | 1,1 | 12,9 |
| 2018-2019  | Boston Celtics     | 68    | 68    | 29,0 | 53,5 | 36,0 | 82,1 | 6,7  | 4,2 | 0,9 | 1,3 | 13,6 |
| 2019-2020  | Philadelphia 76ers | 67    | 61    | 30,2 | 45,0 | 35,0 | 76,3 | 6,8  | 4,0 | 0,8 | 0,9 | 11,9 |
| 2020-2021  | Oklahoma Thunder   | 28    | 28    | 27,9 | 45,0 | 36,8 | 81,8 | 6,7  | 3,4 | 0,9 | 0,9 | 14,2 |
| 2021-2022  | Boston Celtics     | 69    | 69    | 29,0 | 46,7 | 33,6 | 84,2 | 7,7  | 3,4 | 0,7 | 1,3 | 10,2 |
| 2022-2023  | Boston Celtics     | 63    | 63    | 30,5 | 47,6 | 44,6 | 71,4 | 6,2  | 3,0 | 0,5 | 1,0 | 9,8  |
| 2023-2024† | Boston Celtics     | 65    | 33    | 26,8 | 51,1 | 41,9 | 86,7 | 6,4  | 2,6 | 0,6 | 1,0 | 8,6  |
| 2024-2025  | Boston Celtics     | 60    | 42    | 27,7 | 42,3 | 36,3 | 89,5 | 6,2  | 2,1 | 0,6 | 0,9 | 9,0  |
| Carriera   | Carriera           | 1.138 | 1.078 | 31,6 | 50,9 | 37,7 | 76,3 | 7,9  | 3,2 | 0,8 | 1,1 | 12,9 |
| All-Star   | All-Star           | 5     | 0     | 12,0 | 66,7 | 20,0 | 100  | 4,4  | 1,6 | 0,4 | 0,4 | 6,2  |

#### Play-off
| Anno     | Squadra            | PG  | PT  | MP   | TC%  | 3P%  | TL%  | RP   | AP  | PRP | SP  | PP   |
| -------- | ------------------ | --- | --- | ---- | ---- | ---- | ---- | ---- | --- | --- | --- | ---- |
| 2008     | Atlanta Hawks      | 7   | 7   | 39,6 | 47,2 | -    | 74,1 | 10,4 | 3,6 | 0,4 | 1,0 | 12,6 |
| 2009     | Atlanta Hawks      | 9   | 9   | 28,0 | 42,4 | 0,0  | 66,7 | 5,8  | 2,0 | 0,7 | 0,7 | 6,9  |
| 2010     | Atlanta Hawks      | 11  | 11  | 35,3 | 52,3 | 100  | 83,9 | 9,0  | 1,8 | 0,7 | 1,7 | 14,6 |
| 2011     | Atlanta Hawks      | 12  | 12  | 39,0 | 42,3 | 0,0  | 76,9 | 9,6  | 3,5 | 0,4 | 1,0 | 11,3 |
| 2012     | Atlanta Hawks      | 3   | 2   | 36,0 | 58,8 | -    | 75,0 | 8,3  | 2,7 | 1,3 | 1,3 | 15,3 |
| 2013     | Atlanta Hawks      | 6   | 6   | 36,3 | 49,4 | -    | 66,7 | 8,8  | 3,0 | 1,0 | 0,8 | 16,7 |
| 2015     | Atlanta Hawks      | 16  | 16  | 32,6 | 50,7 | 22,2 | 75,0 | 8,6  | 3,7 | 0,8 | 1,4 | 14,4 |
| 2016     | Atlanta Hawks      | 10  | 10  | 32,7 | 46,6 | 39,3 | 93,8 | 6,5  | 3,0 | 1,2 | 2,4 | 13,4 |
| 2017     | Boston Celtics     | 18  | 18  | 33,9 | 58,4 | 51,9 | 75,9 | 6,6  | 5,4 | 0,8 | 0,8 | 15,1 |
| 2018     | Boston Celtics     | 19  | 19  | 35,7 | 54,4 | 34,9 | 82,7 | 8,3  | 3,3 | 1,0 | 1,2 | 15,7 |
| 2019     | Boston Celtics     | 9   | 9   | 34,4 | 41,8 | 40,9 | 83,3 | 9,0  | 4,4 | 0,4 | 0,8 | 13,9 |
| 2020     | Philadelphia 76ers | 4   | 3   | 32,0 | 48,0 | 0,0  | 57,1 | 7,3  | 2,3 | 0,3 | 1,3 | 7,0  |
| 2022     | Boston Celtics     | 23  | 23  | 35,4 | 52,3 | 48,0 | 77,8 | 9,3  | 3,3 | 0,8 | 1,5 | 12,0 |
| 2023     | Boston Celtics     | 20  | 20  | 30,9 | 38,6 | 29,8 | 75,0 | 7,2  | 3,0 | 1,1 | 1,7 | 6,7  |
| 2024†    | Boston Celtics     | 19  | 15  | 30,3 | 47,8 | 36,8 | 63,6 | 7,0  | 2,1 | 0,8 | 0,8 | 9,2  |
| 2025     | Boston Celtics     | 11  | 9   | 31,6 | 47,2 | 40,0 | 85,7 | 6,0  | 1,8 | 0,6 | 1,3 | 8,0  |
| Carriera | Carriera           | 197 | 189 | 33,7 | 49,3 | 39,1 | 77,5 | 7,9  | 3,2 | 0,8 | 1,2 | 11,9 |

#### Massimi in carriera
- Massimo di punti: 34 (2 volte)[17]
- Massimo di rimbalzi: 22 (2 volte)
- Massimo di assist: 11 vs Phoenix Suns (2 dicembre 2017)
- Massimo di palle rubate: 5 (5 volte)
- Massimo di stoppate: 7 vs Sacramento Kings (17 gennaio 2011)
- Massimo di minuti giocati: 53 vs Seattle Supersonics (16 novembre 2007)

## Palmarès

### NCAA
- 2 volte campione NCAA (2006, 2007)
- NCAA AP All-America Third Team (2007)

### NBA
- Campionato NBA: 1

Boston Celtics: 2024
- NBA All-Rookie First Team (2008)
- 5 volte NBA All-Star: (2010, 2011, 2015, 2016, 2018)
- All-NBA Team: 1

Third Team: 2011
- NBA All-Defensive Team: 1

Second Team: 2018

### Nazionale
- Membro del primo quintetto ideale del FIBA Americas 2009